# علی‌اکبر ابرقویی‌نژاد
علی اکبر ابرقویی نژاد (زاده ۱۳۳۶ در اصفهان)، رئیس هیئت فوتبال استان اصفهان است. وی دارای فوق لیسانس مدیریت دولتی است.
وی که به عنوان چهره سیاسی ورزشی شناخته می‌شود در ۳ دی ۱۳۹۴ کاندیدای انتخابات مجلس شد.

## سوابق اداری سیاسی
1. عضو شورای محلی و منطقه پنج اصفهان بهمن ۱۳۵۸ تا شهریور ۱۳۶۰
2. مدیر و مسوول راه اندازی اردوگاه‌های آوارگان جنگی در استان اصفهان ۱۳۶۰
3. معاون طرح و برنامه بنیاد امور جنگ زدگان استان ایلام مهر تا اسفند ۱۳۶۰
4. معاون فرهنگی اجتماعی بنیاد امور جنگ زدگان استان مرکزی فروردین تا شهریور ۱۳۶۱
5. مشاور استاندار و رئیس ستاد بسیج اقتصادی استان سیستان و بلوچستان مهر۱۳۶۱ تا شهریور ۱۳۶۳
6. عضو هیئت مدیره و قایم مقام سازمان تعاون شهر و روستا استان سیستان و بلوچستان
7. مدیر کل مرکزگسترش خدمات تولیدی و عمرانی استان سیستان و بلوچستان به مدت سه سال
8. فرماندار بندر چابهار استان سیستان و بلوچستان خرداد ۱۳۶۶ تا تیر ۱۳۶۹
9. فرمانداربانه استان کردستان مرداد ۱۳۶۹ تا خرداد ۱۳۷۱
10. فرماندار شازند استان مرکزی تیر ۱۳۷۱ تا خرداد ۱۳۷۳
11. معاون مدیرکل سیاسی انتظامی و سرپرست اداره کل استانداری استان اصفهان تیر ۱۳۷۳ تا شهریور ۱۳۷۸
12. فرماندار خمینی شهر استان اصفهان مهر ۱۳۷۸ تا خرداد ۱۳۸۱
13. مدیر کل سیاسی انتظامی استانداری اصفهان تیر ۱۳۸۱ تا آبان ۱۳۸۳
14. مشاور ورزشی استاندار استان اصفهان آذر ۱۳۸۳ تا بهمن ۱۳۸۷

## سوابق مدیریت ورزشی
ابرقویی نژاد از مهر ۱۳۸۱ تا کنون رئیس هیئت فوتبال استان اصفهان است. وی سه دوره است که با رای مجمع هیئت فوتبال استان اصفهان در این سمت باقی مانده‌است.
وی بین سال‌های ۱۳۸۸ تا ۱۳۹۰ عضو هیئت رئیسه لیگ فوتسال کشور شد. همچنین از سال ۱۳۹۰ تا ۱۳۹۲ با رای اعضای مجمع به عنوان عضو هیئت رئیسه سازمان لیگ فوتبال ایران برگزیده شد.
در شهریور ۱۳۹۲ با حکم مدیر عامل کارخانه ذوب آهن به عنوان عضو هیئت مدیره باشگاه ذوب آهن منصوب شد.
ابرقویی نژاد در سال‌های ۲۰۱۰ و ۲۰۱۵ رئیس ستاد اجرایی جام باشگاه‌های فوتسال آسیا بود.